# Йованович, Жикица
Живорад (Жикица) «Шпанац» Йованович (серб. Живорад (Жикица) "Шпанац" Јовановић; 1914 год, Валево — 13 марта 1942 года, Радановцы) — югославский военный деятель, участник Гражданской войны в Испании и Народно-освободительной войны Югославии. Народный герой Югославии, организатор партизанского антифашистского движения в Западной Сербии.

## Биография

### Ранние годы
Живорад Йованович родился в 1914 году в Валево. Окончив основную школу, поступил в Валевскую гимназию, откуда был исключён из-за участия в рабочем движении и пропаганды марксизма. Продолжил обучение в Белграде, поступив в Белградский университет на философский факультет. В годы учёбы активно участвовал в студенческих акциях, благодаря своей деятельности в 1935 году был принят в Союз коммунистов Югославии. Некоторое время работал в журнале «Политика», покинул его редакцию в 1936 году.

### Гражданская война в Испании
В возрасте 22 лет Йованович в 1937 году отправился в Испанию оказывать помощь республиканцам в Гражданской войне, объяснив родителям, что собирается продолжить обучение в Испании. В одном из писем он объяснял своим родителям:

Мама, я не мог быть слепым и глухим к боли человечества. Никак не мог. Я люблю людей, и ты вдохнула в меня эту любовь. Поймите это и, пожалуйста, прости меня за ту боль, которую я причинил тебе. Тебе и отцу…
Оригинальный текст (серб.)Мајко, ја нисам могао остати слеп и глув за болове и дозиве човечанства. Ја то нисам могао. Ја волим човека. Ти си ми удахнула ту љубав. Разуми то и, молим те, опрости ми што сам ти нанео бол. Теби и оцу...

Жикица участвовал в боях в Андалусии и даже в обороне осаждённого Мадрида. После поражения республиканцев бежал во Францию, где около года провёл в концлагерях. В сентябре 1940 года с группой добровольцев вернулся в Югославию, был арестован полицией, но не прекратил свою деятельность. Участвовал в антифашистских демонстрациях 27 марта 1941 года.

### Народно-освободительная война Югославии

#### Апрельская война и подготовка к восстанию
Когда началась война с Германией, Жикица пытался записаться добровольцем в армию, но ему отказали в принятии на службу. После капитуляции он ушёл в подполье с коммунистами и начал готовить вооружённое выступление. 25 июня 1941 года был сформирован Валевский партизанский отряд, в составе которого и сражался Йованович. В первом же бою он был ранен. Вместе с Мишей Пантичем и Чедой Милосавлевичем сформировал Рачевскую партизанскую роту, заняв в ней должность политрука.

#### Стрельба в Бела-Цркве
7 июля 1941 года, в день официального начала войны, Йованович организовал первый акт возмездия в стране: в селе Бела-Црква близ Крупаня в тот день планировали организовать ярмарку, которую отменили по приказу местного управления. Вскоре, примерно около 17 часов, в селе появился отряд из 15 партизан, командир которого обратился с речью к крестьянам. Весть об этих партизанах быстро разлетелась по деревне, и вскоре крестьяне снова собрались в центре: к ним с речью об угрозе большевизма обратились два жандарма, сержант Богдан Лончар и ефрейтор Миленко Бракович.
Но не успели они закончить свою речь, как в деревню ворвались двое вооружённых партизан: это были Жикица Йованович и школьный учитель из Пецки, двое из тех 15 партизан. Жикица приказал обоим жандармам бросить оружие, в ответ на что Лончар и Бракович открыли огонь. Но Йованович не растерялся, выхватил два пистолета и на месте застрелил обоих жандармов, попутно обобрав их трупы. Верховное командование югославских партизан расценило эту небольшую перестрелку как символ начала антифашистского сопротивления. 7 июля в послевоенной Югославии стало национальным праздником и широко отмечалось вплоть до распада Югославии.

#### Служба в Валевском отряде
Вскоре Жикица возглавил батальон в отряде. Участвовал в отражении Первого антипартизанского наступления, боролся как против немецких войск, так и против сербских коллаборационистов. В январе 1942 года вошёл в штаб Группы партизанских отрядов Западной Сербии, участвовал в боях за сёла Ба, Планиница, Мионице, Комирич, окрестности городов Крупань и Валево. В феврале 1942 года вступил в боях к югу от Валева, на Маленской и Повленской равнинах.

### Гибель
13 марта 1942 года некий местный житель выдал немцам тайну дислокации партизанского отряда Жикицы. Туда были направлены объединённые силы сербских коллаборационистов, войск четников и немецкий полицейский батальон. Завязался бой, в ходе которого Жикица Йованович был убит.

## Память
- 6 июля 1945 года Живорад Йованович был посмертно награждён званием Народного героя Югославии. В его честь было названо несколько школ в Валево, его имя носит городская больница, также в городе установлен памятник партизану. Несколько песен группы «Рибля чорба» были посвящены именно Жикице.
- Бюст Жикицы Йовановича установлен в парке Виды Йоцич в Валеве.
- В ВМС СФРЮ его имя носил ракетный катер типа «Оса» — RČ-305 «Жикица Йованович-Шпанац».